# Arbeitskreis für Vorsorge- und Sozialmedizin
Der Arbeitskreis für Vorsorge- und Sozialmedizin, abgekürzt aks, ist ein 1964 von Vorarlberger Ärzten gegründeter Verein, der sich zum Ziel setzte, durch geeignete Vorsorge-, Rehabilitations- und gesundheitsfördernde Maßnahmen der Bevölkerung mittels entsprechender Programme zu einer längeren Lebenserwartung bei höherer Lebensqualität zu verhelfen. Die Finanzierung erfolgt vom Land Vorarlberg, den Sozialversicherungsträgern und dem Fonds Gesundes Österreich.
Der aks führte 1964 die europaweit ersten Großflächenimpfungen bei allen Schulkindern, die ersten organisierte Schuluntersuchungen, 1968 die Schwangerschaftsvorsorgeuntersuchung als Vorläufer des Mutter-Kind-Passes in Österreich, 1970 die Gesundenuntersuchungen für die Allgemeinbevölkerung und 1988 flächendeckend das Zahnprophylaxeprogramm (Max Prophylax) ein.
Die operativen Tätigkeiten sind in die aks gesundheit GmbH, die Zahnprophylaxe Vorarlberg GmbH und die ameco Health Professionals GmbH ausgelagert, die sich alle drei zu 100 % im Eigentum des Vereins befinden.